# Фунакоси, Эйдзи
Эйдзи Фунакоси (яп. 船越 英二 Фунакоси Эйдзи, 17 марта 1923 — 17 марта 2007) — японский актёр, лауреат премии Kinema Junpo Awards и премии Майнити в номинации «лучшая мужская роль» за фильм «Полевые огни».

## Биография
Эйдзиро Фунакоси родился 17 марта 1923 года в Токио. Он устроился в кинокомпанию «Кадокава» в 1947 году, и на следующий год состоялся его дебют в фильме «Прекрасный враг» (яп. 美しき豹). В своей карьере, продолжавшейся три десятилетия, Фунакоси работал в разнообразных жанрах с такими режиссёрами, как Кодзабуро Ёсимура, Микио Нарусэ, Кон Итикава и Ясудзо Масумура.
Фунакоси был любимым актёром всемирно известного режиссёра Кона Итикавы. Одна из лучших его ролей — в драме о Второй мировой войне «Полевые огни». Фунакоси сыграл главную роль — рядового Императорской Армии Тамуру, находящегося на острове Лейте (Филиппины). Этот фильм получил награды как в Японии, так и в других странах, в том числе на кинофестивале в Локарно (Швейцария).
В течение нескольких лет Фунакоси играл Танокуру Магобэя, близкого соратника сёгуна, в телесериале Абарэмбо Сёгун.
Сын Эйдзи Фунакоси — Эйитиро Фунакоси — также известный актёр в Японии.
Эйдзи Фунакоси умер от инсульта в 23 часа 57 минут 17 марта 2007, в день своего 84-летия.

## Фильмография
1. 1948 — «Прекрасный враг» (яп. 美しき豹 Уцукусики тэки)
2. 1952 — «???» (яп. 毒蛇島綺談 女王蜂 Докудзя-то: кидан дзёо:бати)
3. 1952 — «Тайна» (яп. 秘密 Химицу) — Юкити Минаками
4. 1953 — «Старший брат, младшая сестра» (яп. あにいもうと Ани имо:то) — Кобата
5. 1954 — «Какая-то женщина» (яп. 或る女 Ару онна) — Садаити Кимура
6. 1954 — «Золотой демон» (яп. 金色夜叉 Кондзики Яся) — Томияма
7. 1954 — «???» (яп. 春琴物語 Сюнкин моногатари) — Тоситаро Миноя
8. 1954 — «???» (яп. こんなアベック見たことない Конна абэкку мита кото най)
9. 1955 — «Материнская свирель, детская свирель» (яп. 母笛子笛 Хахабуэ кобуэ)
10. 1955 — «Свет светлячка» (яп. 螢の光 Хотару но хикари) — Кобаяси
11. 1955 — "???" (яп. 薔薇いくたびか Бара икутаби ка) — Цуруо Итиока
12. 1955 — "???" (яп. 七人の兄いもうと Ситинин но ани имо:то) — Итиро Китахара
13. 1956 — «Искра» (яп. 火花 Хибана) — Найто
14. 1956 — «Свет лампы в Асакусе» (яп. 浅草の灯 Асакуса но хи)
15. 1956 — «Костюм невесты демона (1 и 2 части)» (яп. 魔の花嫁衣裳 前後篇 Ма но ханаёмэ исё: - дзэнгохэн)
16. 1956 — «Нихомбаси» (яп. 日本橋) — Симпатиро Касахара
17. 1956 — «Сорок восемь лет сопротивления» (яп. 四十八歳の抵抗 Ёндзю:хассай но тэйко:) — Норисукэ Сога
18. 1956 — «Сидзуки и Ёсицунэ» (яп. 新・平家物語　静と義経 Син хирака моногатари сэй то ёсицунэ) — Нориёри Минамото
19. 1957 — «Танцовщица» (яп. 踊子 Одорико) — Ямано
20. 1957 — «Весна, затянувшаяся навечно» (яп. 永すぎた春 Нагасугита хару) — Тоитиро Кида
21. 1957 — «Ночная бабочка» (яп. 夜の蝶 Ёру но тё:) — Сюдзи
22. 1957 — «Яма» (яп. 穴 Ана) — Койсукэ Сэнги
23. 1957 — «Тёплое течение» (яп. 暖流 Данрю:) — Ясухико Сима
24. 1958 — «Скорбь из-за женщины» (яп. 悲しみは女だけに Канасими ва онна дакэ ни) — Хироси
25. 1958 — «47 ронинов» (яп. 忠臣蔵 Тю:сингура) — Цунанори Уэсуги
26. 1958 — «Женщина из Осаки» (яп. 大阪の女 О:сака но онна) — Ёнэтаро Миками
27. 1958 — «Свет красных фонарей не гаснет» (яп. 赤線の灯は消えず Акасэн но хи ва киэдзу) — Сокити
28. 1958 — «Неустрашимый» (яп. 不敵な男 Футэки на отоко) — детектив Иноуэ
29. 1958 — «Истинное лицо ночи» (яп. 夜の素顔 Ёру но сугао) — Нарусэ
30. 1958 — «???» (яп. 親不孝通り Ояфуко:до:ри) — Сюити Эма
31. 1959 — «Пламенная страсть» (яп. 情炎 Дзё:эн) — Минокити
32. 1959 — «Наши с тобой пароли: до свиданья, здравствуй» (яп. あなたと私の合言葉 さようなら、今日は Аната то ватаси но аикотоба — саё:нара, коннити ва) — Торао Итигэ
33. 1959 — «Лёгкий снежок» (яп. 細雪 Сасамэюки) — Номура
34. 1959 — «Совершившая высший подвиг»??? (яп. 最高殊勲夫人 Сайко: сюкун фудзин) — Итиро Михара
35. 1959 — «Ночной макропод» (яп. 夜の闘魚 Ёру но то:гё) — Макимура
36. 1959 — «Паводок» (яп. 氾濫 Ханран) — Итадзаки
37. 1959 — "???" (яп. 次郎長富士 Дзиро:-тё Фудзи)
38. 1959 — «Полевые огни» (яп. 野火 Ноби) — Тамура
39. 1960 — «Любовь дурака» (яп. 痴人の愛 Тидзин но ай)
40. 1960 — «Заповедь женщины» (яп. 女経 Дзёкё:) — Ясуси
41. 1960 — «Королева-скиталица» (яп. 流転の王妃 Рутэн но о:хи) — Футэцу (Фукэцу)
42. 1960 — "???" (яп. からっ風野郎 Караккадзэ яро:) — Сусуму Айкава
43. 1960 — "???" (яп. ぼんち Бонти) — Кихэй
44. 1960 — «Женщина, вредящая ногам» (яп. 足にさわった女 Аси ни саватта онна) — писатель Гому
45. 1960 — «Фальшивый студент» (яп. 偽大学生 Нисэ дайгакусэй) — Кюсукэ
46. 1961 — Konki — Такуо Карасава
47. 1961 — Koshoku ichidai otoko
48. 1961 — Kuroi junin no onna — Кадзэ
49. 1961 — Onna no kunshô — Хидэо Сонэ
50. 1961 — Kaidan Kakuidori
51. 1961 — Kodachi o tsukau onna — Наоносукэ Катагири
52. 1962 — Katei no jijou — Горо Сугимото
53. 1962 — Onnakeizu — Меносукэ
54. 1962 — Tadare — Аояги
55. 1962 — Hakai — Кэйносин Кадзама
56. 1962 — Чёрный автомобиль — Кимио Хираки
57. 1962 — Otoko to onna no sei no naka
58. 1962 — Watashi wa nisai — Горо, отец
59. 1962 — Shitoyakana kedamono — Эйсаку Камия
60. 1963 — Dokonjo monogatari — zeni no odori
61. 1963 — Akai mizu
62. 1963 — Yukinojo henge — Хэйма Кадокура
63. 1963 — Uso — (segment «San jyotai»)
64. 1964 — Gendai inchiki monogatari: Dotanuki
65. 1964 — Gendai inchiki monogatari: Damashiya — Каппа
66. 1964 — Kizudarake no sanga — Кадзуо Арима
67. 1964 — Свастика — Котаро Какиути
68. 1964 — Kuro no chôtokkyu — Дзайцу
69. 1965 — Kajitsu no nai mori — Хамада
70. 1965 — Obi o toku Natsuko — Харуо Сакума
71. 1965 — Daikaijû Gamera — доктор Хидака
72. 1966 — Hyoten — Кэйдзо
73. 1966 — Shiroi Kyotou — профессор Кикукава (университет Канадзавы)
74. 1966 — Маленький беглец — японец в Ленинграде и Москве
75. 1967 — Ramen taishi
76. 1967 — Yoru no wana — Синтаро Баба
77. 1967 — Satogashi ga kowareru toki — профессор Амаги
78. 1967 — Dokuyaku no niou onna — Синъя Итидзё
79. 1968 — Kaidan otoshiana — Фумио Нисино
80. 1968 — Aru sex doctor no kiroku
81. 1968 — Rikugun Nakano gakko: Kaisen zenya
82. 1969 — Onna tobakushi jûban shôbu
83. 1969 — Môjû — Митио
84. 1969 — Gamera tai daiakuju Giron — доктор Сига
85. 1969 — Senba zuru — отец Кикудзи
86. 1975 — Мужчине живётся трудно. Фильм 15: Зонтик Торадзиро — Кэндзиро Хёдо
87. 1977 — Seinen no ki
88. 1978 — «Necchû jidai», сериал
89. 1980 — «Necchû jidai part II» (1980) сериал
90. 1978—1997 — «Abarenbô Shôgun», сериал — Танокура Сонбэй